# Wilhelm Dirscherl
Wilhelm Dirscherl (* 26. November 1899 in Nürnberg; † 29. Juli 1982) war ein deutscher Chemiker und Physiologe.

## Werdegang
Von 1910 bis 1917 besuchte Dirscherl die Oberrealschule in Nürnberg, die er kriegsbedingt mit der „Notreife“ abschloss. Nach dem Krieg nahm er 1920 ein Studium der Chemie an der Technischen Hochschule in München auf. Dort promovierte er 1925 zum Dr.-Ing. bei Hans Fischer, dem Nobelpreisträger für Chemie 1930. Dirscherl ging indes 1925 zur Technischen Hochschule Karlsruhe, wo er unter Karl Freudenberg als Assistent am Chemischen Institut tätig war.
1926 folgte er seinem Chef Freudenberg nach Heidelberg und studierte dort ab 1927 parallel zu seiner Assistententätigkeit Medizin. 1932 promovierte er zum Dr. med. und habilitierte sich, so dass er ab 1932 als Privatdozent für Chemie in Heidelberg wirken konnte. Gleichzeitig leitete er von 1932 bis 1935 das Labor bei der Firma Boehringer Mannheim. Im März 1938 wurde er in Frankfurt zunächst außerordentlicher, im November 1939 außerplanmäßiger Professor. Zum Oktober 1940 wechselte Dirscherl an die Universität Bonn, wo er als außerordentlicher Professor Direktor des Physiologisch-Chemischen Instituts wurde. Nach dem Zweiten Weltkrieg wurde er dort 1946 ordentlicher Professor; als solcher blieb er in Bonn und prägte das Institut bis zu seiner Emeritierung 1968. Im akademischen Jahr 1963/64 war er außerdem Rektor der Universität Bonn. Im Jahr seiner Emeritierung erhielt er das Große Verdienstkreuz.

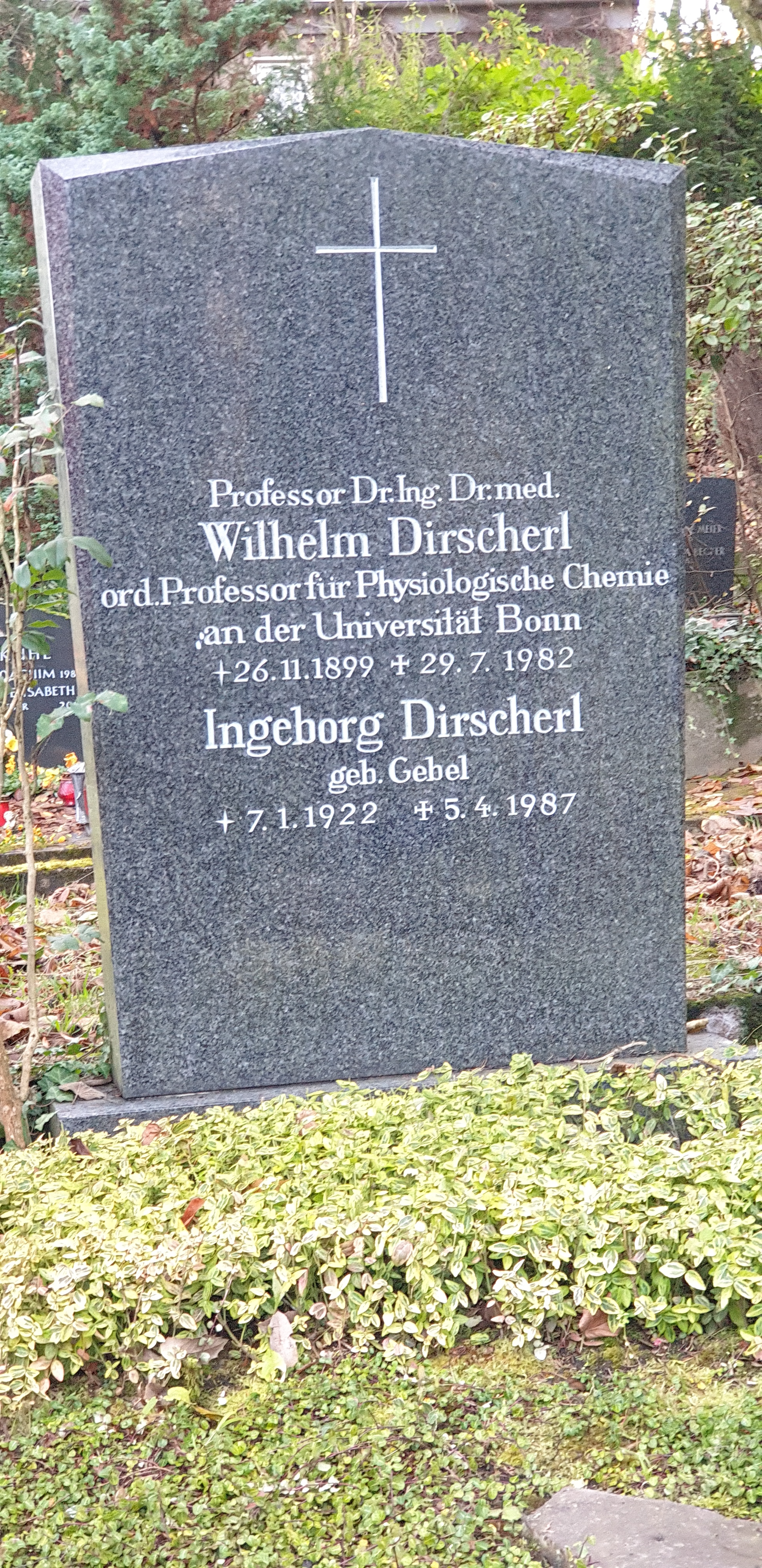
Grabstätte Wilhelm Dirscherls und seiner Frau auf dem Kessenicher Bergfriedhof zu Bonn

## Familie
Wilhelm Dirscherl stammte aus einer oberfränkischen Beamtenfamilie. Am 23. Mai 1917 wurde er zum Heer eingezogen und nahm am Ersten Weltkrieg teil. Im Mai 1918 wurde er leicht verwundet und geriet in französische Kriegsgefangenschaft, aus welcher er jedoch im November 1919 fliehen konnte. 1926 heiratete er die knapp 10 Jahre ältere Klara Scherzl, doch blieb diese Ehe kinderlos. Nach dem Kriege heiratete Dirscherl seine zweite Frau Ingeborg, aus dieser Ehe ging 1961 ein Sohn Erwin hervor.